# Concierto del Sur
Il Concierto del Sur è un concerto per chitarra e orchestra del compositore messicano Manuel Ponce.
Fu scritto in un periodo di scarsa salute del compositore, da alcuni anni tornato in Messico per via delle sue difficoltà economiche. Nel 1941, in vista di un ciclo di concerti a lui dedicati, fu esortato da Andrés Segovia a terminare la composizione, che si dilungava da alcuni anni. La prima mondiale si tenne il 4 ottobre 1941 a Montevideo, con la performance solista dello stesso dedicatario Segovia.
Il concerto riporta l'importante influenza della musica della Spagna meridionale, da cui il Sur del titolo. Presenta la tradizionale ripartizione in tre movimenti:
1. Allegro moderato
2. Andante
3. Allegro moderato y festivo

Il primo movimento è in forma-sonata, il secondo mostra influenze andaluse, il terzo è improntato in particolare allo stile sevillano.

## Discografia parziale
- Andrés Segovia & Symphony of the Air - The Legendary Andrés Segovia plays Fantasia para un Gentilhombre, Concierto del Sur, Castles of Spain, MCA 42067, 1990.
- Siegfried Behrend & Rundfunkorchester des Südwestfunk - In Memoriam, Thorofon 2201, 1993.
- Sharon Isbin & New York Philharmonic - Rodrigo: Concierto de Aranjuez; Villa-Lobos: Concerto for guitar; Ponce: Concierto del sur, Warner Classics 60296, 1995.

## Fonti
- Ricardo Miranda - Manuel M. Ponce. Ensayo sobre su vida y obra, Conaculta, 1998.
- Corazón Otero - Manuel M. Ponce and the Guitar, Bold Strummer, 1994.